# خاربرووو
خاربرووو (به لهستانی:  Charbrowo) یک روستا در لهستان است که در گمینا ویتسکو واقع شده‌است. خاربرووو ۵۶۰ نفر جمعیت دارد.